# Über den Begriff der Geschichte
Über den Begriff der Geschichte sind geschichtsphilosophische Thesen von Walter Benjamin aus dem Jahr 1940, in welchem er unter dem Eindruck des Aufstiegs des Faschismus und des Hitler-Stalin-Paktes die historisierende Auffassung insbesondere der Sozialdemokratie kritisiert und den Möglichkeiten einer Verbindung von historischem Materialismus und Messianismus nachgeht.
Über den Begriff der Geschichte erschien postum erstmals 1942 hektographiert „in ganz kleiner Auflage in dem Benjamin gewidmeten Gedenkband des Instituts für Sozialforschung“. Der Text gehört zu Benjamins vielfach rezipierten und zitierten Texten.

## Entstehung
Die 18 Thesen Über den Begriff der Geschichte entstanden nach Benjamins Entlassung aus dem französischen Internierungslager Vernuche in Varennes-Vauzelles, in das er als Deutscher bei Kriegsbeginn inhaftiert worden war, in den Wintermonaten 1939/1940. Sie stehen gedanklich im Zusammenhang des Passagen-Werkes und zweier Essays über Charles Baudelaire. Der Text entstand unter dem Eindruck des Aufstiegs des Faschismus und des Hitler-Stalin-Paktes, brachte aber andererseits Gedanken zum Ausdruck, die Walter Benjamin „an die zwanzig Jahre“ bei sich verwahrt hatte.
Das deutschsprachige Manuskript gab Benjamin, inzwischen nach Marseille geflohen, an Hannah Arendt. Er hatte zudem eine französischsprachige, unvollendete Fassung erstellt. Walter Benjamin starb im September 1940 auf der Flucht im spanischen Grenzort Portbou. Es wird vermutet, dass er seine Lage für aussichtslos hielt und daher Suizid beging.

## Veröffentlichung
Hannah Arendt übergab das Manuskript in New York an das emigrierte Frankfurter Institut für Sozialforschung, dessen Zeitschrift für Sozialforschung Benjamin in seinen Jahren des Exils die noch zuverlässigste Zusammenarbeit ermöglicht hatte. Das Institut veröffentlichte den Aufsatz 1942 im Rahmen des Bandes Walter Benjamin zum Gedächtnis, als Hektographie und in geringer Auflage.
1946 erschien eine abweichende französische Version in der Temps Modernes. 1950 wurden die Thesen in der Literaturzeitschrift Die neue Rundschau abgedruckt und so einer größeren Öffentlichkeit zugänglich.

## Inhalt
In den 18 Thesen entwickelt Benjamin - unter dem für ihn lebensbedrohlichen Eindruck des nationalsozialistischen Vernichtungswahns - einen Geschichtsbegriff, der alle bisherige Geschichte als eine unbegriffene Aufhäufung von Katastrophen deutet. Zugleich kommt in ihnen eine messianische Hoffnung auf Erlösung von diesem geschichtlichen Verhängnis zum Ausdruck. Benjamin gilt dabei die Gegenwart als erlösender Moment, aus dem eine Reflexion über die Zeit hervorgeht, nach der im Gegensatz zu M. Proust „die verlorene Zeit gerade die Zukunft ist“.
Der in einem verdichteten, aphoristischen Stil verfasste Text gliedert sich in 18 Thesen und einen zweiteiligen Anhang.
I
Benjamin erinnert an den im 18. Jahrhundert als vorgeblichen Automaten vorgeführten Schachtürken, in dessen Innerem sich ein buckliger Zwerg verborgen hatte, der die Schachzüge lenkte. In gleicher Weise könne es der historische Materialismus mit jedem aufnehmen, wenn er die Theologie in seinen Dienst nehme.
II
Ausgehend von der durch Hermann Lotze konstatierten Neidlosigkeit der Menschen der Gegenwart gegenüber der Zukunft erkennt Benjamin eine schwache messianische Kraft, welche jedem gegenwärtigen Geschlecht mitgegeben sei, in Bezug auf die vergangenen Geschlechter. Es bestehe „eine geheime Verabredung zwischen den gewesenen Geschlechtern und unserem“. Wir sind „auf der Erde erwartet worden“.
III
„Nichts, was sich jemals ereignet hat, [ist] für die Geschichte verloren zu geben“. Doch könne erst der erlösten Menschheit gelingen: jeden ihrer vergangenen Momente zu zitieren.
IV
Anknüpfend an das Hegel-Wort „Trachtet am ersten nach Nahrung und Kleidung, so wird euch das Reich Gottes von selbst zufallen“ besteht Benjamin aber darauf, dass die „feinen und spirituellen“ Dinge (Zuversicht, Mut, Humor, List, Unentwegtheit) nicht einfach Beute der Sieger des Klassenkampfes sind, sondern bereits aus der „Ferne der Zeit“ wirken; sie stellten schon die aktuellen Siege der Herrschenden in Frage. Das Gewesene wende sich „wie Blumen“ der am Himmel aufgehenden Sonne bereits zu.
V
Das Gottfried Keller zugeschriebene Wort „Die Wahrheit wird uns nicht davonlaufen“ sei verkehrt, denn jedes wahre Bild der Vergangenheit meine stets die Gegenwart, und es habe nur insofern (flüchtigen) Bestand, als sich die Gegenwart als in ihm gemeint erkenne.
VI
Die Geschichtsschreibung müsse die Erinnerung an den Augenblick der Gefahr bewahren, welche sowohl der Tradition als auch ihren Empfängern drohe, der Gefahr, „sich zum Werkzeug der herrschenden Klasse herzugeben“. Die Überlieferung müsse jeweils von neuem dem Konformismus abgewonnen werden; so wie der Messias (auch) als Überwinder des Antichrist komme.
VII
Das historisierende Verfahren sieht Benjamin charakterisiert durch den Rat Fustel de Coulanges, zum Nacherleben einer Epoche die spätere Geschichte zu vergessen. Dies führe aber zu einer Einfühlung in die Sieger und die ihnen nachfolgenden Herrschenden, welche ihre Beute, ihre Errungenschaften als Kulturgüter betrachteten. Kulturgüter seien jedoch stets auch Dokumente der namenlosen Fronarbeit und damit der Barbarei. Der Materialismus habe dagegen die „Geschichte gegen den Strich zu bürsten“.
VIII
„Die Tradition der Unterdrückten belehrt uns darüber, daß der 'Ausnahmezustand', in dem wir leben, die Regel ist. Wir müssen zu einem Begriff der Geschichte kommen, der dem entspricht.“ In diese Sichtweise sei auch der vorgebliche Ausnahmezustand des Faschismus einzubeziehen, was die Position im Kampf gegen ihn verbessere. „Unsere Aufgabe“ sei die „Herbeiführung des wirklichen Ausnahmezustandes“.
IX 

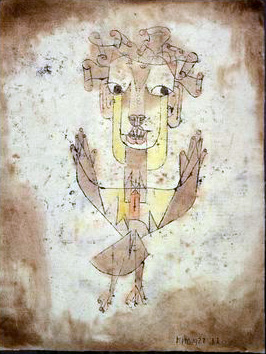
Paul Klee: Angelus Novus, 1920

In einem Gedicht seines Freundes Gershom Scholem und in Paul Klees Skizze Angelus Novus erkennt Benjamin den Engel der Geschichte, welcher auf die Vergangenheit als einziger Katastrophe zurückblicke und die Verwüstungen heilen möchte, aber vom Sturm in die Zukunft geweht werde. „Das, was wir den Fortschritt nennen, ist dieser Sturm.“
X
Ähnlich wie die Meditationsvorschriften eines Klosters die Mönche der Welt entwöhnen sollen, beabsichtigt Benjamin, das „politische Weltkind“ aus den Netzen jener Politiker zu lösen, die dem Kampf gegen den Faschismus erlagen und schließlich ihre Sache verraten hätten. Für Benjamin sind „der sture Fortschrittsglaube dieser Politiker, ihr Vertrauen in ihre ´Massenbasis´ und schließlich ihre servile Einordnung in einen unkontrollierbaren Apparat drei Seiten derselben Sache gewesen“.
XI
Benjamin lehnt den sozialdemokratischen Begriff von Arbeit ab, den etwa Joseph Dietzgen oder das von Marx kritisierte Gothaer Parteiprogramm vertreten haben. In diesem Arbeitsbegriff stehe die protestantische Moral säkularisiert wieder auf, wobei statt des Proletariats nun die Natur ausgebeutet werden solle, ganz entgegen den Vorstellungen des Vormärz und von Frühsozialisten wie Charles Fourier.
XII
Gegenüber dem Verweis der Sozialdemokratie auf die Erlösung zukünftiger Generationen durch die Arbeiterklasse erinnert Benjamin an den Klassenkampf, wie er von Karl Marx, dem Spartakusbund oder Auguste Blanqui im Namen vergangener Generationen vertreten wurde.
XIII
Den Fortschrittsbegriff der Sozialdemokratie kritisiert Benjamin nicht nur wegen der Überhöhung als unaufhaltsamer, unabschließbarer Fortschritt der Menschheit an sich, sondern grundsätzlicher, weil er von der verkehrten Vorstellung einer homogenen und leeren Zeit ausgehe.
XIV
Die Geschichte ist nach Benjamin „Gegenstand einer Konstruktion, deren Ort nicht die homogene und leere Zeit, sondern die von Jetztzeit erfüllte bildet“.
Ausgehend von Karl Kraus’ Diktum „Ursprung ist das Ziel“ und Robespierres Auffassung der französischen Revolution als Wiederkehr Roms nennt Benjamin sie einen „Tigersprung ins Vergangene“ in einer von der herrschenden Klasse kommandierten Arena. Marx dagegen habe die Revolution als dialektischen Sprung „unter dem freien Himmel der Geschichte“ begriffen.
XV
„Das Bewußtsein, das Kontinuum der Geschichte aufzusprengen, ist den revolutionären Klassen im Augenblick ihrer Aktion eigentümlich. Die Große Revolution führte einen neuen Kalender ein.“ Feiertage dienten dann dem Eingedenken, wodurch im Grunde der gleiche Tag wiederkehre. Auch im Schießen auf die Pariser Turmuhren während der Julirevolution von 1830 habe sich dieses Geschichtsbewusstsein gezeigt.
XVI
Der Begriff der Gegenwart des historischen Materialismus sei kein Übergang, sondern Ein- und Stillstand der Zeit. Benjamin nennt die Erzählung des 'Es war einmal' eine Hure im Bordell des Historismus. Statt sich ihr hinzugeben, sei das Kontinuum der Geschichte zu sprengen.
XVII
Während die historisierende Universalgeschichte Fakten additiv anhäufe, baue der Materialismus auf ein konstruktives Prinzip. Der Materialist erkenne seinen Gegenstand als Monade und in ihm das Zeichen messianischer Stillstellung des Geschehens und damit eine revolutionäre Chance. „Die nahrhafte Frucht des historisch Begriffenen hat die Zeit als den kostbaren, aber des Geschmacks entratenden Samen in ihrem Innern.“
XVIII
Als ein Modell der messianischen Zeit bilde die Jetztzeit eine ungeheure Zusammenfassung der ganzen Menschheitsgeschichte.
Anhang A
Es genüge nicht, historische Kausalitäten festzustellen, was Benjamin mit dem Beten eines Rosenkranzes vergleicht, sondern die Gegenwart sei in ihrem Verhältnis zu einer bestimmten Vergangenheit zu erfassen und könne so erst begriffen werden als Jetztzeit, die Fragmente („Splitter“) der messianischen Zeit enthält.
Anhang B
Wie die alten wahrsagenden Religionen die Zukunft, genauso würden die Juden, denen das Wahrsagen ver- und das Eingedenken geboten ist, die Vergangenheit nicht als homogene oder leere Zeit empfinden, aber auch die Zukunft nicht aufgrund der sekündlichen Erwartung des Messias.

## Ausgaben
- Institut für Sozialforschung: Walter Benjamin zum Gedächtnis. Hrsg. von Max Horkheimer und Theodor Wiesengrund-Adorno, Los Angeles 1942. (Erstveröffentlichung unter dem Titel Geschichtsphilosophische Reflexionen.)
- Die Neue Rundschau, Band 61. S. Fischer, Frankfurt 1950, S. 560.
- Walter Benjamin: Gesammelte Werke. Hrsg. von Hermann Schweppenhäuser und Rolf Tiedemann. Band I/2, Suhrkamp, Frankfurt am Main 1991, S. 690–708.
- Walter Benjamin: Über den Begriff der Geschichte. Werke und Nachlass – Kritische Gesamtausgabe, Bd. 19. Hrsg. von Gérard Raulet. Suhrkamp, Berlin 2010, ISBN 978-3-518-58549-8. (Enthält alle überlieferten Fassungen sowie Entwürfe, Varianten, Erläuterungen, Kommentare, Dokumente.)
- Walter Benjamin: Sprache und Geschichte. Philosophische Essays. Ausgewählt von Rolf Tiedemann. Mit einem Essay von Theodor W. Adorno. Reclam, Ditzingen 2021, ISBN 978-3-15-008775-6.